# Schneesichler
Der Schneesichler (Eudocimus albus) ist eine amerikanische Vogelart aus der Familie der Ibisse und Löffler (Threskiornithidae) innerhalb der Ordnung Pelecaniformes.

## Verbreitung
Der Schneesichler lebt im nördlichen Südamerika, in Mittelamerika, Mexiko und in den USA, entlang der Küste des Golfes von Mexiko, in Florida und an der Küste Georgias und South Carolinas. Bevorzugt hält er sich in Küstennähe, in Lagunen, Sümpfen und Mangroven auf.

## Merkmale
Schneesichler haben ein weißes Gefieder, rote Beine und eine rote, nackte Gesichtshaut. Der Schnabel ist rot mit einer dunklen Spitze. Die äußersten, dunklen Flügelspitzen sind nur im Flug sichtbar. Jungvögel haben einen braunen Rücken und Flügeldecken. Der braune Hals und Kopf sind weiß gesprenkelt. Schneesichler werden 64 Zentimeter lang und erreichen eine Flügelspannweite von 94 Zentimetern.

## Lebensweise
Schneesichler ernähren sich von Fischen, Krabben, Weichtieren und Insekten. Die Vögel brüten in großen Kolonien, zusammen mit anderen Wasservögeln auf Büschen und Bäumen. Das Gelege besteht aus zwei bis fünf Eiern. Schneesichler bilden Hybriden mit dem nahe verwandten Scharlachsichler (Eudocimus ruber).